# Herichthys bartoni
Herichthys bartoni és una espècie de peix de la família dels cíclids i de l'ordre dels perciformes.

## Morfologia
- Els mascles poden assolir 18 cm de longitud total.[1][2]

## Alimentació
Menja peixets, invertebrats (incloent-hi insectes aquàtics) i algues.

## Hàbitat
Viu en zones de clima tropical entre 21 °C-30 °C de temperatura.

## Distribució geogràfica
Es troba a Amèrica: és una espècie de peix endèmica del riu Verde i de la Laguna de la Media Luna (conca del riu Panuco, San Luis Potosí, Mèxic).